# 波哥大黄金博物馆
黃金博物館（西班牙語：El Museo del Oro）是位於哥倫比亞波哥大的博物館，1939年設立，1968年遷至現址。博物館展出55,000多件殖民地時代以前哥倫比亞早期文明的金銀首飾及相關文物，是哥國訪問量最大的旅遊景點之一，每年接待約500,000名遊客。

## 圖片

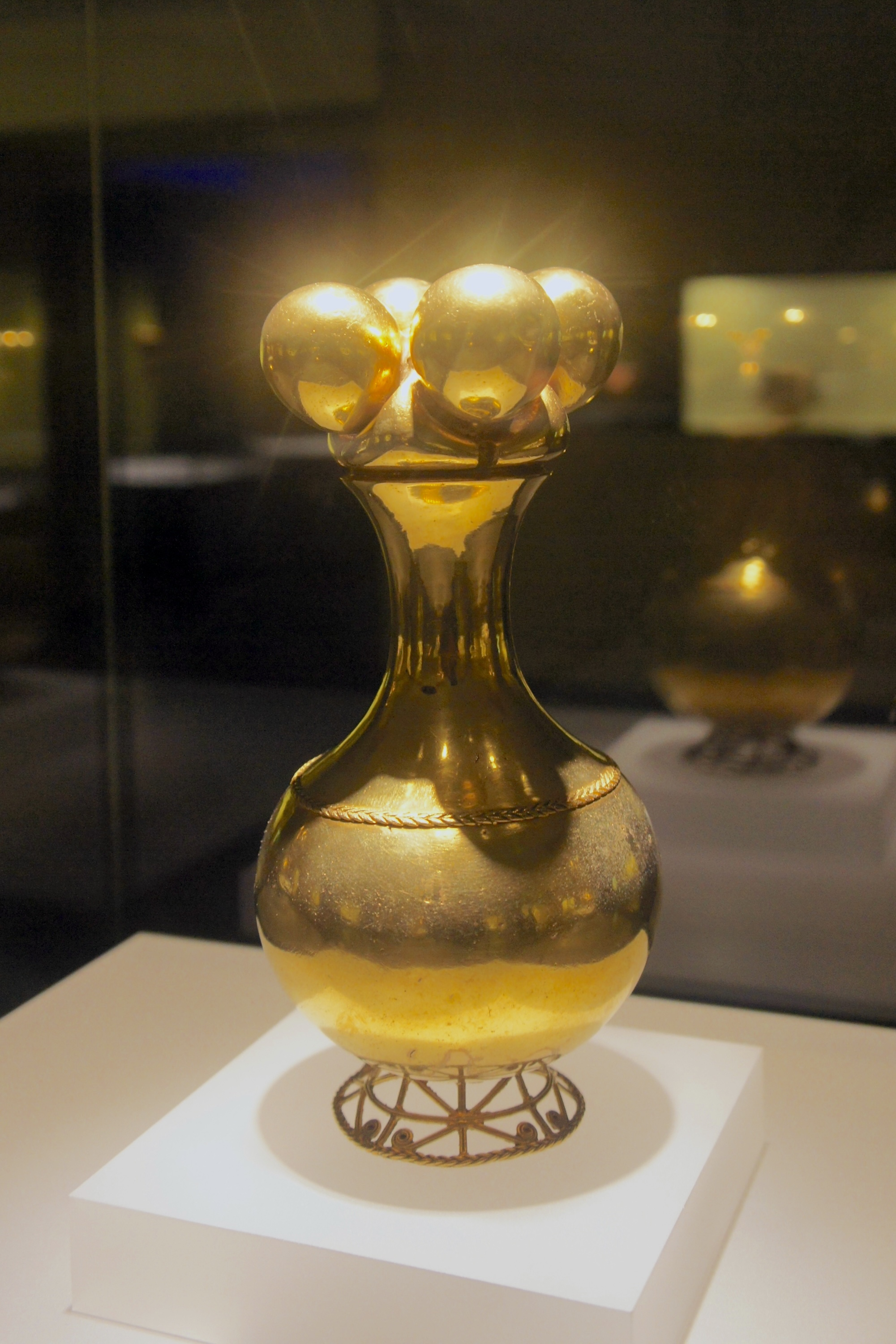
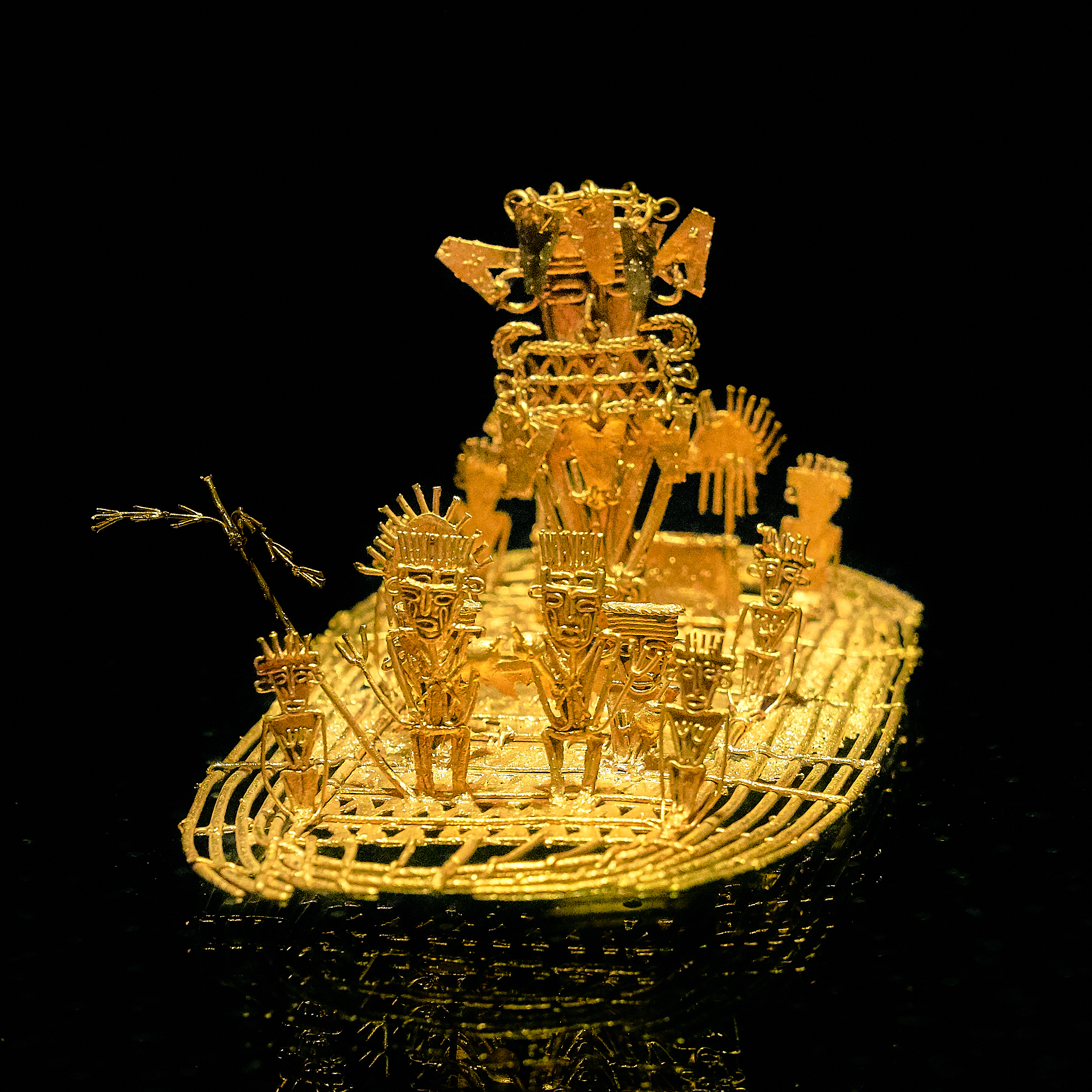
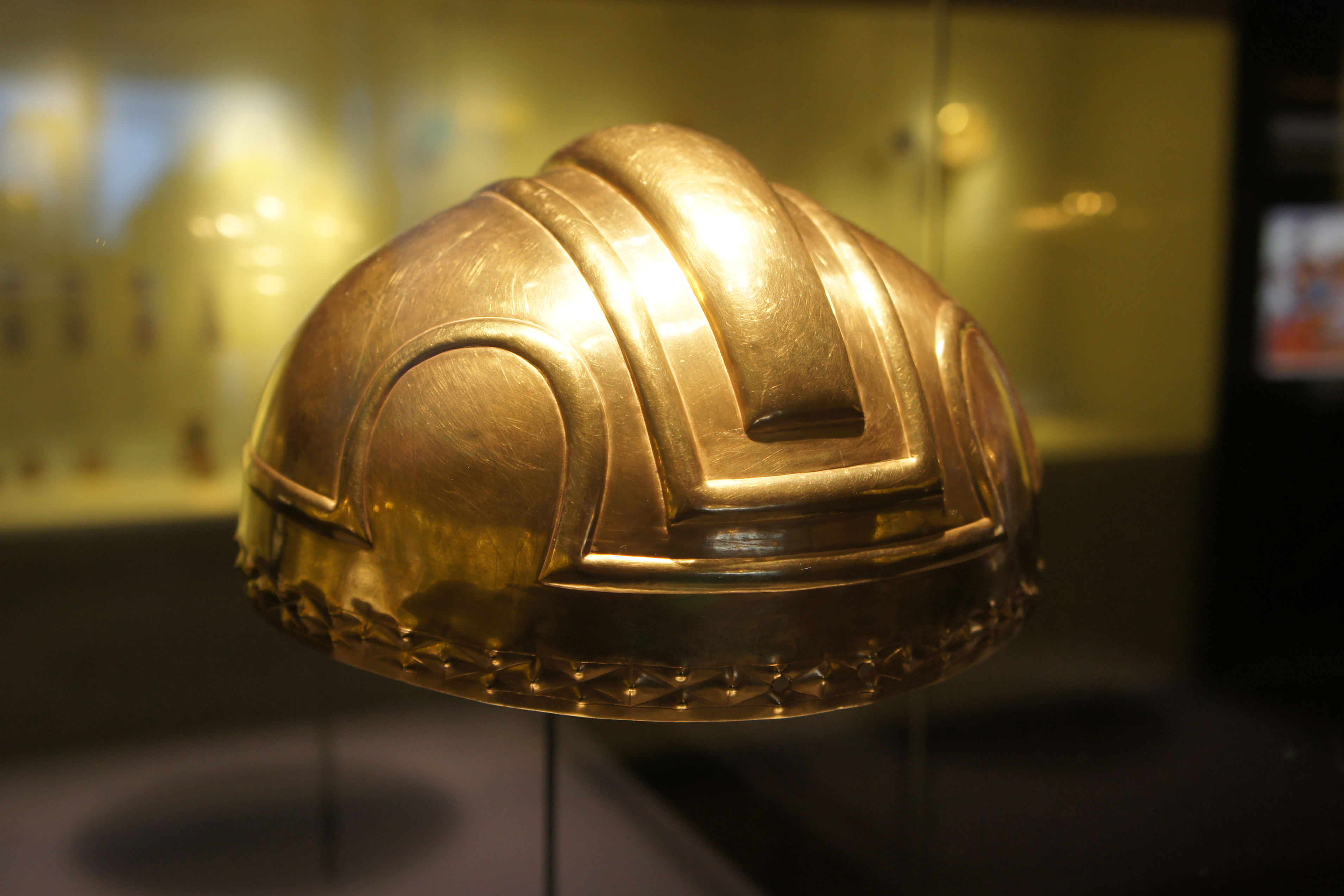
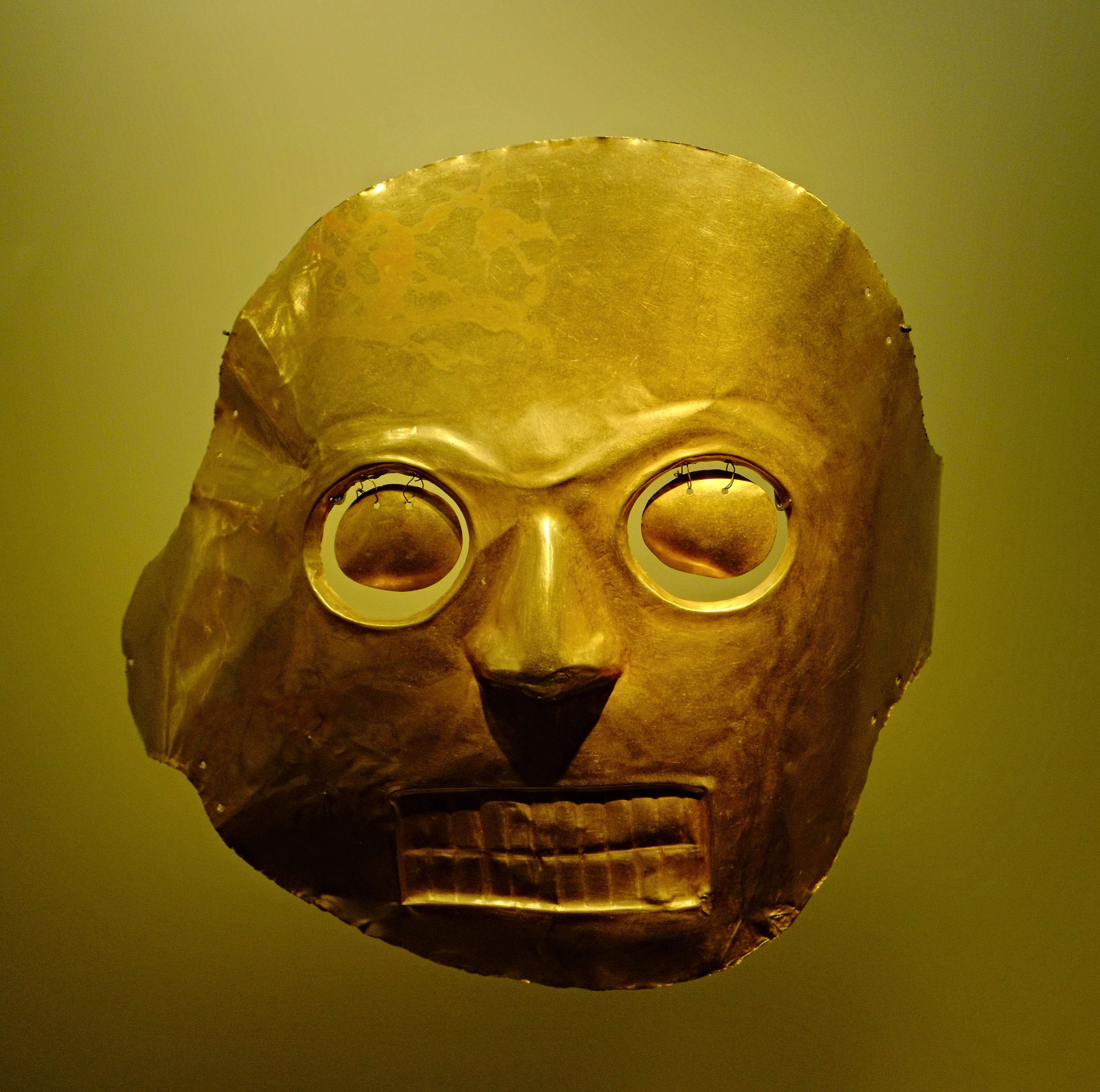
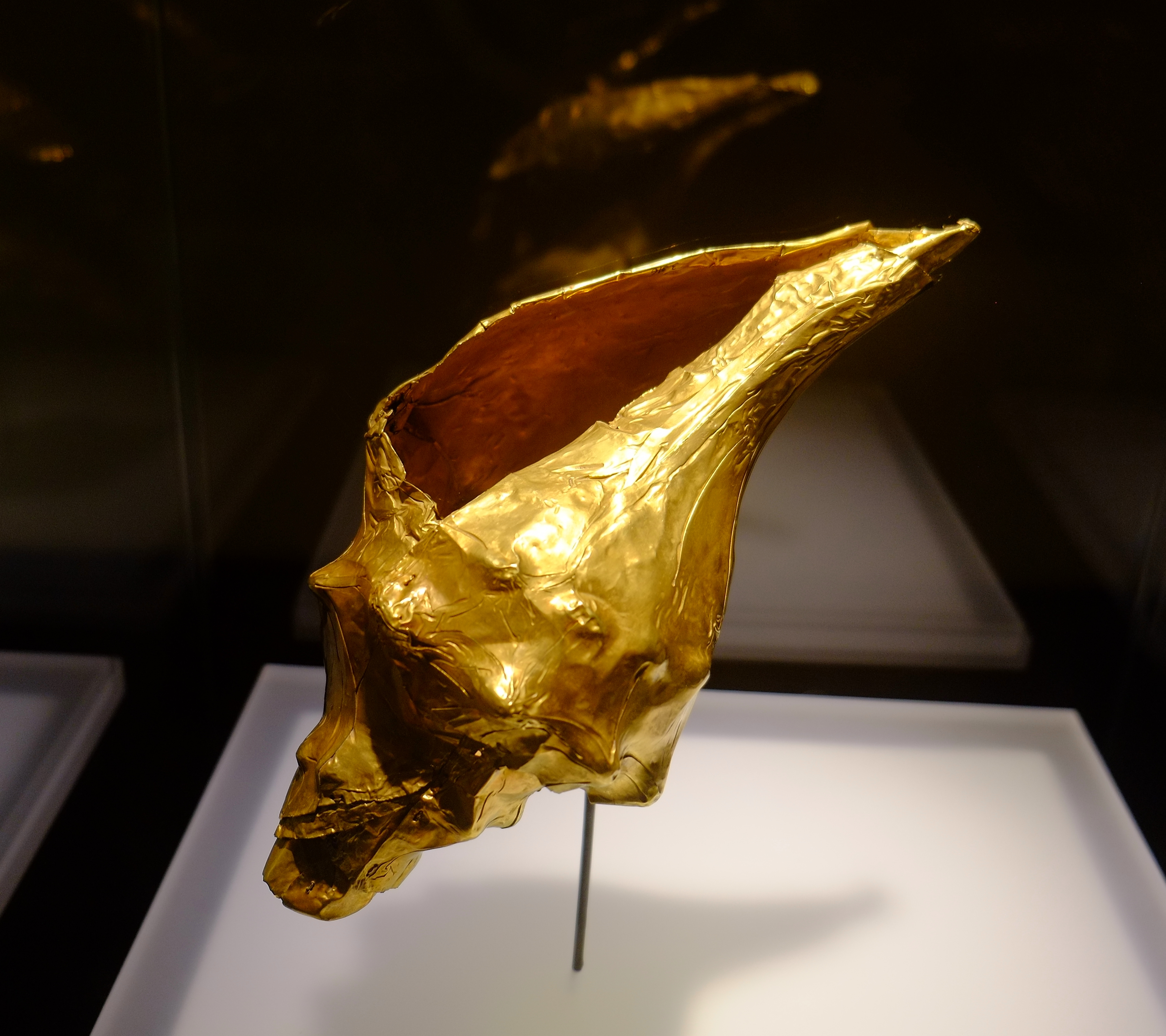
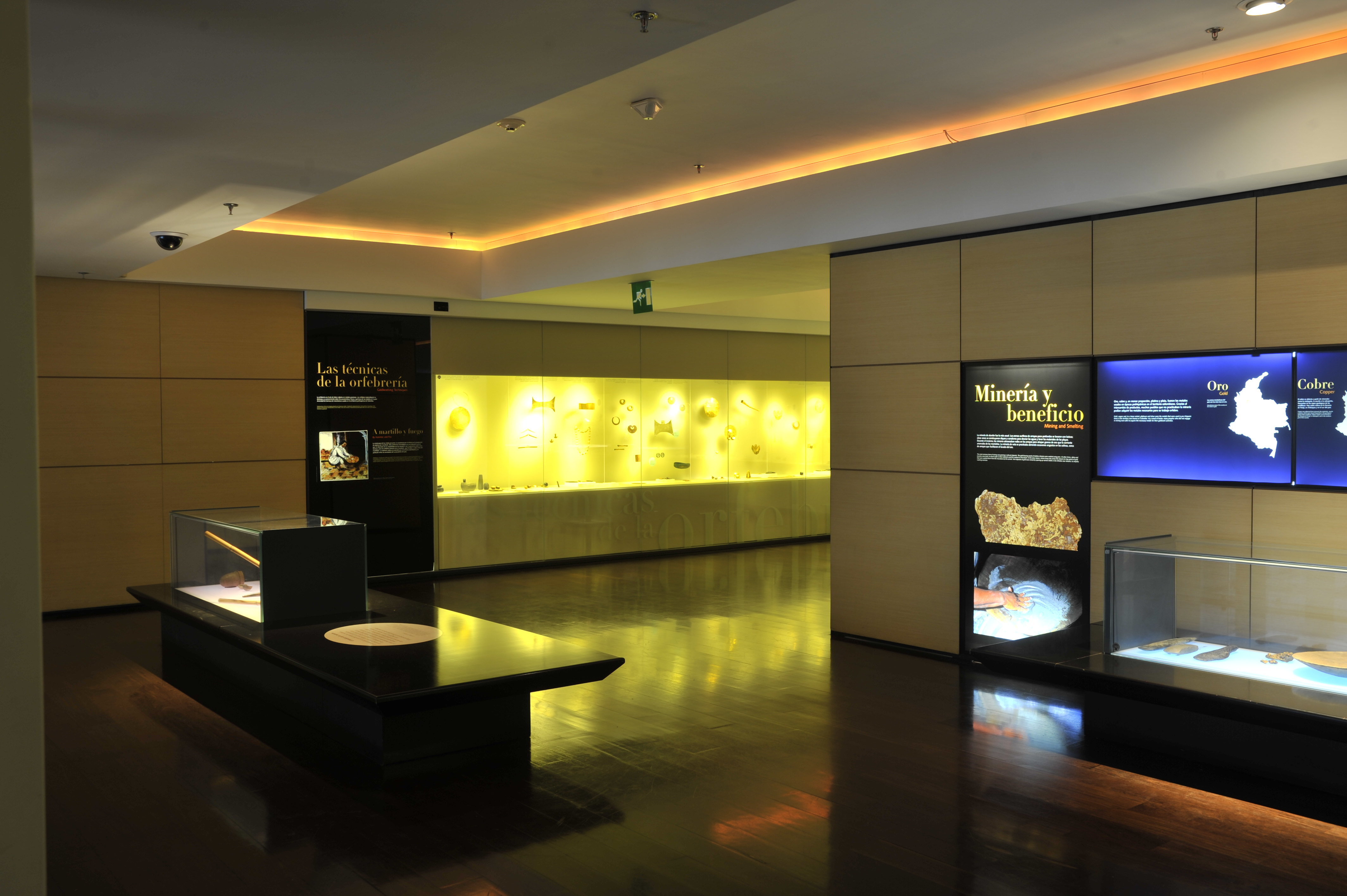